# Phù hiệu Quân đội nhân dân Việt Nam

Quân hiệu Quân đội nhân dân Việt Nam

Phù hiệu Quân đội nhân dân Việt Nam bao gồm: Nền phù hiệu, hình phù hiệu, cành tùng; biểu tượng quân chủng, binh chủng; biển tên; lô gô (theo Nghị định 82/2016/NĐ-CP ngày 01 tháng 7 năm 2016 của Chính phủ về Quy định Quân hiệu, cấp hiệu, phù hiệu và trang phục của Quân đội nhân dân Việt Nam).
Phù hiệu được gắn trên ve cổ áo quân phục.

## Danh sách phù hiệu các quân, binh chủng

### Phù hiệu sĩ quan cấp tướng
| Lục quân | Phòng không không quân | Hải quân | Biên phòng | Cảnh sát biển |
| -------- | ---------------------- | -------- | ---------- | ------------- |
|          |                        |          |            |               |

### Phù hiệu sĩ quan, quân nhân chuyên nghiệp cấp tá, cấp úy, học viên đào tạo sĩ quan, hạ sĩ quan, binh sĩ
| Bộ binh           | Pháo binh                     | Công binh           | Hóa học    | Đặc công      |
| ----------------- | ----------------------------- | ------------------- | ---------- | ------------- |
|                   |                               |                     |            |               |
| Tăng - Thiết giáp | Thông tin                     | Hậu cần - Tài chính | Quân y     | Lái xe        |
|                   |                               |                     |            |               |
| Kĩ thuật          | Kiểm soát quân sự (Quân pháp) | Quân nhạc           | Văn công   | Thể công      |
|                   |                               |                     |            |               |
| Bộ binh cơ giới   | Không quân                    | Tên lửa             | Cao xạ     | Radar         |
|                   |                               |                     |            |               |
| Nhảy dù           | Hải quân                      | Hải quân đánh bộ    | Biên phòng | Cảnh sát biển |
|                   |                               |                     |            |               |

## Kết cấu
Phù hiệu bao gồm nền phù hiệu và hình phù hiệu.

### Nền phù hiệu
Hình dạng: hình bình hành.
Màu sắc:
- Lục quân màu đỏ tươi;
- Bộ đội Biên phòng màu xanh lá cây;
- Phòng không - Không quân màu xanh hòa bình;
- Hải quân màu tím than.

Nền phù hiệu của cấp tướng có viền mầu vàng rộng 5 mm ở 03 cạnh.

### Hình phù hiệu
Màu sắc: màu vàng.
Danh sách cụ thể:
| STT | Tên gọi                       | Hình ảnh | Đặc điểm | Ghi chú                                                     |
| --- | ----------------------------- | -------- | --- | ----------------------------------------------------------- |
| 1   | Bộ binh                       |          | Hình thanh kiếm và khẩu súng bắt chéo, biểu trưng hình dao găm và súng trường CKC |                                                             |
| 2   | Bộ binh cơ giới               |          | Hình xe bọc thép đè lên hình dao găm và súng trường CKC |                                                             |
| 3   | Đặc công                      |          | Hình dao găm đặt trên khối bộc phá, dưới có mũi tên vòng | Với Lực lượng Đặc nhiệm hải quân nền màu xanh tím than      |
| 4   | Tăng - Thiết giáp             |          | Hình xe tăng nhìn ngang, biểu trưng hình xe tăng T-54 |                                                             |
| 5   | Pháo binh                     |          | Hình hai nòng súng thần công bắt chéo |                                                             |
| 6   | Hóa học                       |          | Hình tia phóng xạ trên hình nhân benzene |                                                             |
| 7   | Công binh                     |          | Hình cuốc, xẻng trên nửa bánh xe răng |                                                             |
| 8   | Thông tin                     |          | Hình sóng điện |                                                             |
| 9   | Bộ đội Biên phòng             |          | Hình dao găm và súng trường CKC đặt chéo đè lên hình móng ngựa, trên hình móng ngựa có ký hiệu đường biên giới và cột mốc biên giới quốc gia                                                                                        |                                                             |
| 10  | Cảnh sát biển                 |          | Hình mỏ neo trắng trên nền lá chắn nền xanh dương viền vàng đặt đè lên hai thanh kiếm bắt chéo (biểu tượng cũ hình tròn nền màu vàng, mỏ neo màu đen, dưới mỏ neo có dòng chữ "CSB" màu đỏ, hai bông lúa vươn lên bao quanh mỏ neo) |                                                             |
| 11  | Phòng không - Không quân      |          | Hình sao trên đôi cánh chim | Với Binh chủng Không quân Hải quân nền màu xanh tím than    |
| 12  | Đổ bộ đường không (Nhảy dù)   |          | Hình máy bay trên dù đang mở |                                                             |
| 13  | Tên lửa                       |          | Hình tên lửa trên tầng mây | Với Binh chủng Tên lửa - pháo bờ biển nền màu xanh tím than |
| 14  | Cao xạ                        |          | Hình khẩu pháo cao xạ |                                                             |
| 15  | Radar                         |          | Hình cánh radar trên bệ |                                                             |
| 16  | Hải quân                      |          | Hình mỏ neo |                                                             |
| 17  | Hải quân đánh bộ              |          | Hình mỏ neo đè lên hình dao găm và súng trường CKC |                                                             |
| 18  | Hậu cần                       |          | Hình dao găm và súng trường CKC bắt chéo, dưới có bông lúa |                                                             |
| 19  | Quân y                        |          | Hình chữ thập đỏ trong hình tròn nền vàng với 2 đường tròn đồng tâm màu đỏ |                                                             |
| 20  | Kỹ thuật                      |          | Hình compa đè lên chiếc búa |                                                             |
| 21  | Xe - Máy - Lái xe             |          | Hình tay lái trên nhíp xe |                                                             |
| 22  | Kiểm soát quân sự (Quân pháp) |          | Hình lá chắn đè lên hai thanh kiếm bắt chéo, phía trên gắn sao vàng |                                                             |
| 23  | Quân nhạc                     |          | Hình cây sáo và chiếc kèn bắt chéo |                                                             |
| 24  | Thể công                      |          | Hình cung tên |                                                             |
| 25  | Văn công                      |          | Hình biểu tượng âm nhạc và cây đàn |                                                             |

## Phù hiệu kết hợp cấp hiệu
Nền phù hiệu hình bình hành; Lục quân màu đỏ tươi, Bộ đội Biên phòng màu xanh lá cây, Phòng không - Không quân màu xanh hòa bình, Hải quân màu tím than. Nền phù hiệu của cấp tướng có viền màu vàng rộng 5 mm ở 03 cạnh.

### Phù hiệu cấp Tướng
Trên nền phù hiệu gắn hình phù hiệu, sao màu vàng, riêng cấp tướng binh chủng hợp thành không gắn hình phù hiệu. Số lượng sao:
- Thiếu tướng, Chuẩn Đô đốc Hải quân: 01 sao;
- Trung tướng, Phó Đô đốc Hải quân: 02 sao;
- Thượng tướng, Đô đốc Hải quân: 03 sao;
- Đại tướng: 04 sao.

Ví dụ:

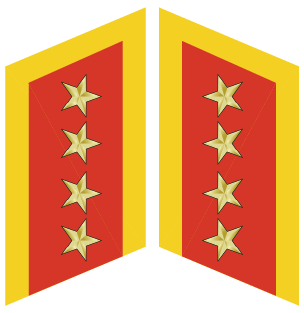
Đại tướng Lục quân - Binh chủng hợp thành
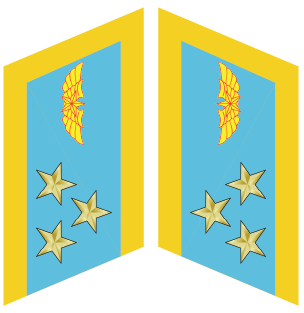
Thượng tướng Phòng không - Không quân
Trung tướng - Phó Đô đốc Hải quân
Thiếu tướng Bộ đội Biên phòng

### Phù hiệu cấp sĩ quan, quân nhân chuyên nghiệp
Trên nền phù hiệu gắn hình phù hiệu, gạch dọc và sao màu vàng. Cấp tá 02 gạch dọc, cấp úy 01 gạch dọc. Số lượng sao:
- Thiếu úy, Thiếu tá: 01 sao;
- Trung úy, Trung tá: 02 sao;
- Thượng úy, Thượng tá: 03 sao;
- Đại úy, Đại tá: 04 sao.

### Phù hiệu hạ sĩ quan, binh sĩ, học viên
Hạ sĩ quan: Trên nền phù hiệu gắn hình phù hiệu, 01 vạch dọc và sao màu vàng. Số lượng sao:
- Thượng sĩ: 03 sao;
- Trung sĩ: 02 sao;
- Hạ sĩ: 01 sao.

Binh sĩ: Trên nền phù hiệu gắn hình phù hiệu, sao màu vàng. Số lượng sao:
- Binh nhất: 02 sao;
- Binh nhì: 01 sao.

Học viên đào tạo sĩ quan; học viên đào tạo hạ sĩ quan, nhân viên chuyên môn kỹ thuật: Gắn hình phù hiệu, 01 vạch dọc màu vàng ở giữa. Vạch dọc của Học viên đào tạo sĩ quan rộng 5 mm, của học viên đào tạo hạ sĩ quan, nhân viên chuyên môn kỹ thuật rộng 3 mm.
Các ví dụ:

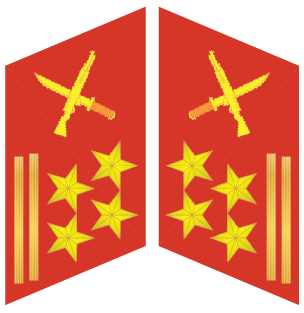
Đại tá Bộ binh
Thượng úy Phòng không - Không quân
Hạ sĩ Bộ đội Radar
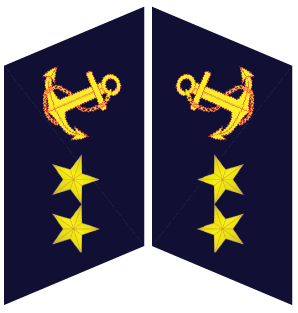
Binh nhất Hải quân
Học viên sĩ quan Bộ đội Biên phòng

## Một số logo, biểu trưng của các đơn vị Quân đội

### Các đơn vị, Tổng cục trực thuộc Quân đội và Bộ Quốc phòng

Biểu trưng của Bộ Tổng tham mưu QĐNDVN
Biểu trưng của Tổng cục chính trị QĐNDVN
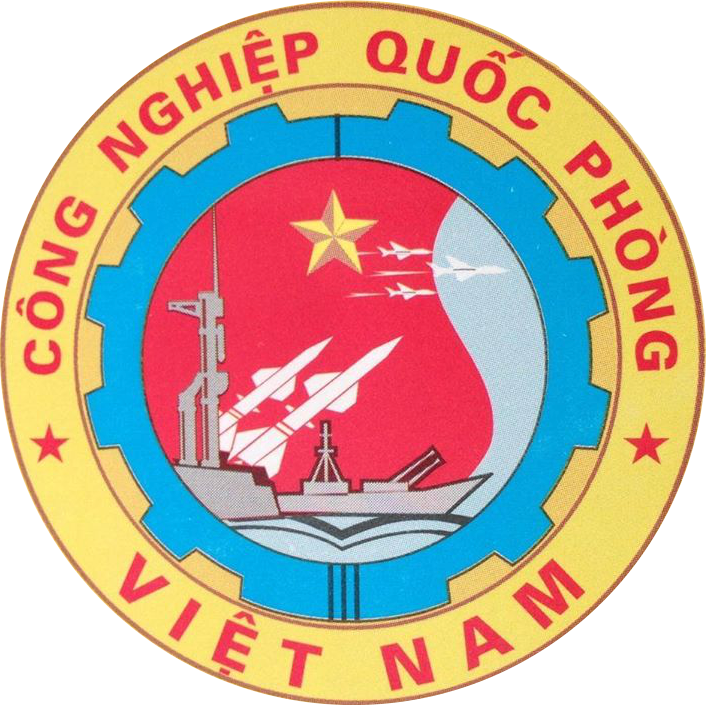
Phù hiệu của Tổng cục Công nghiệp Quốc phòng
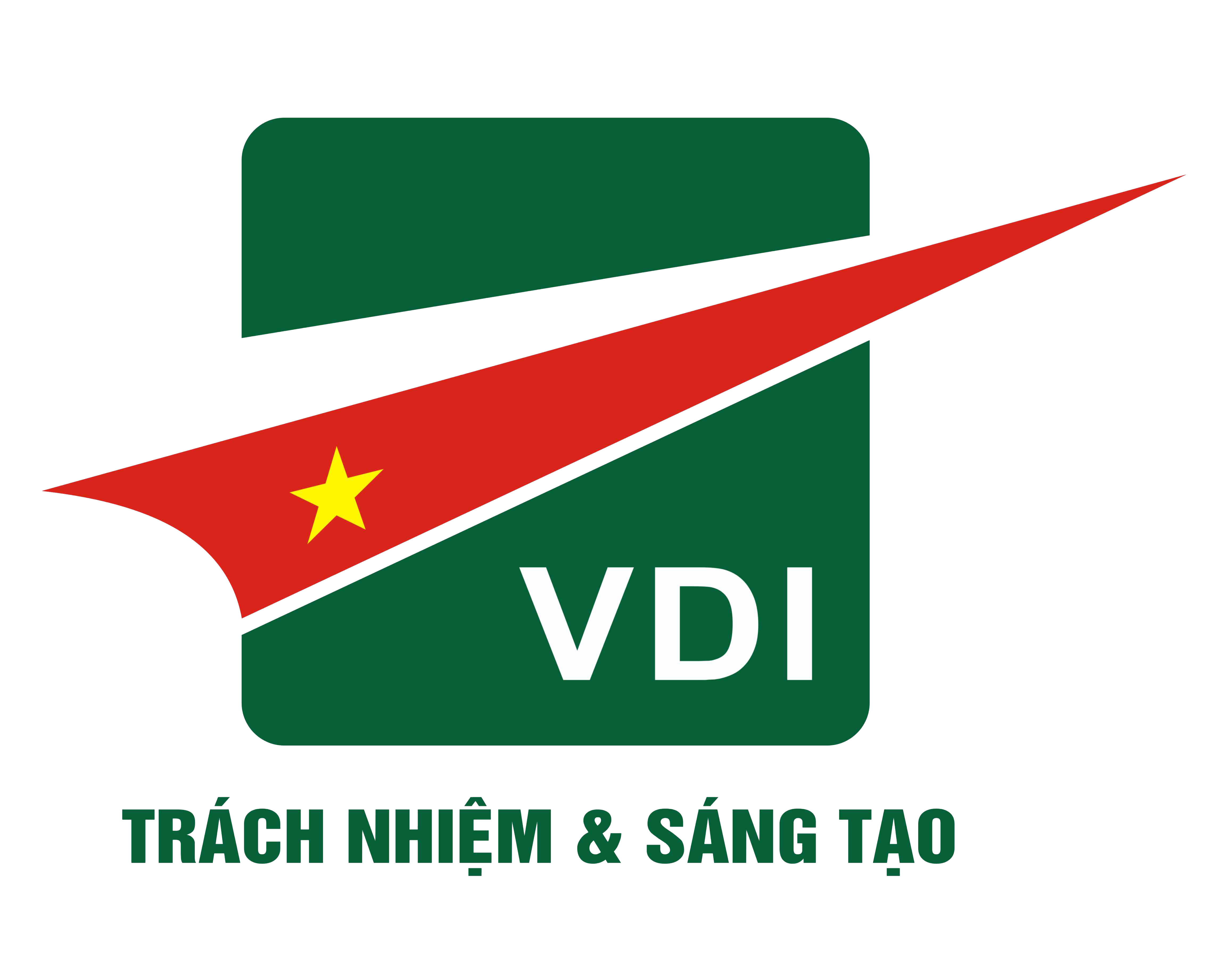
Biểu trưng (tiếng Việt) của Tổng cục Công nghiệp Quốc phòng
Biểu trưng (tiếng Anh) của Tổng cục Công nghiệp Quốc phòng
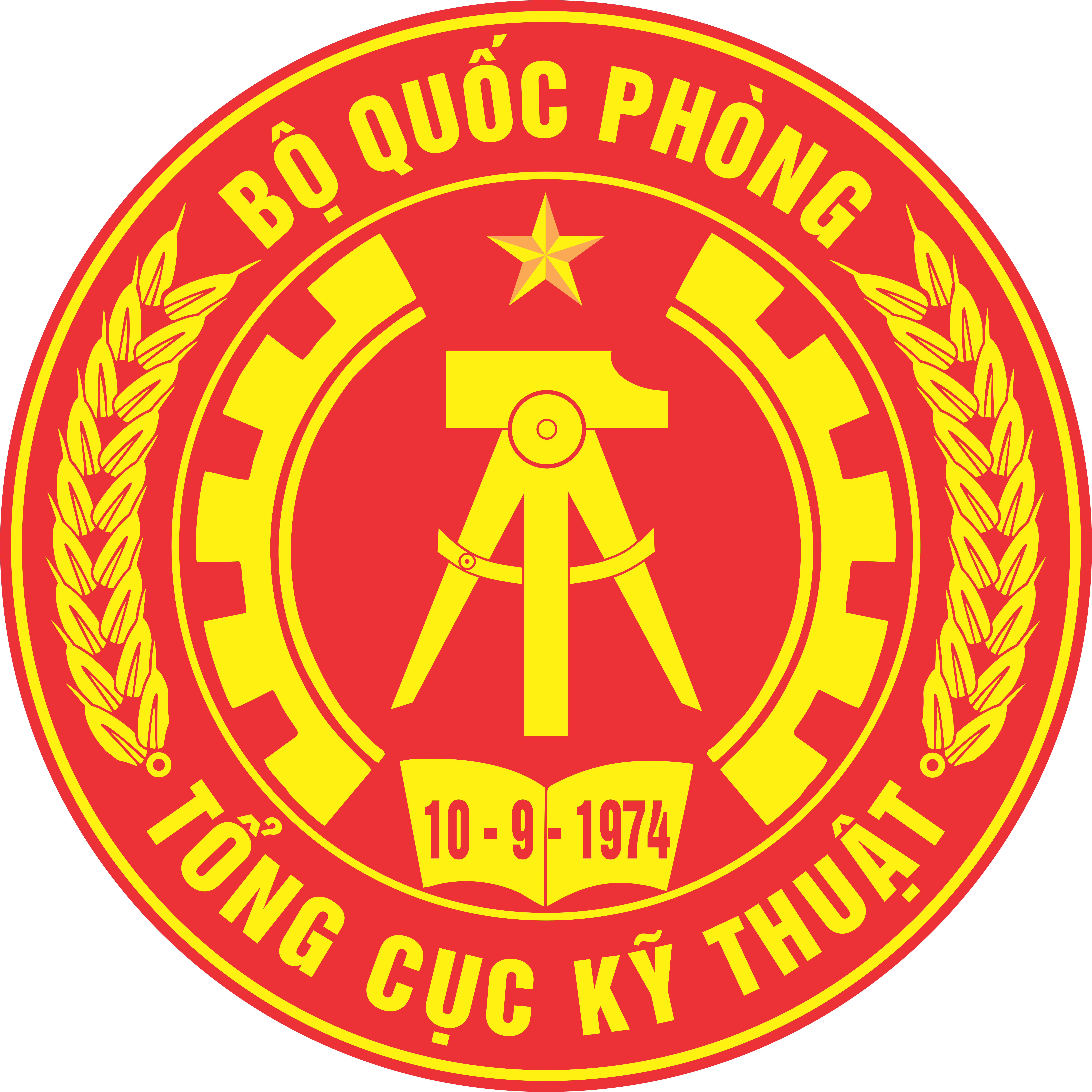
Biểu trưng của Tổng cục Kỹ thuật
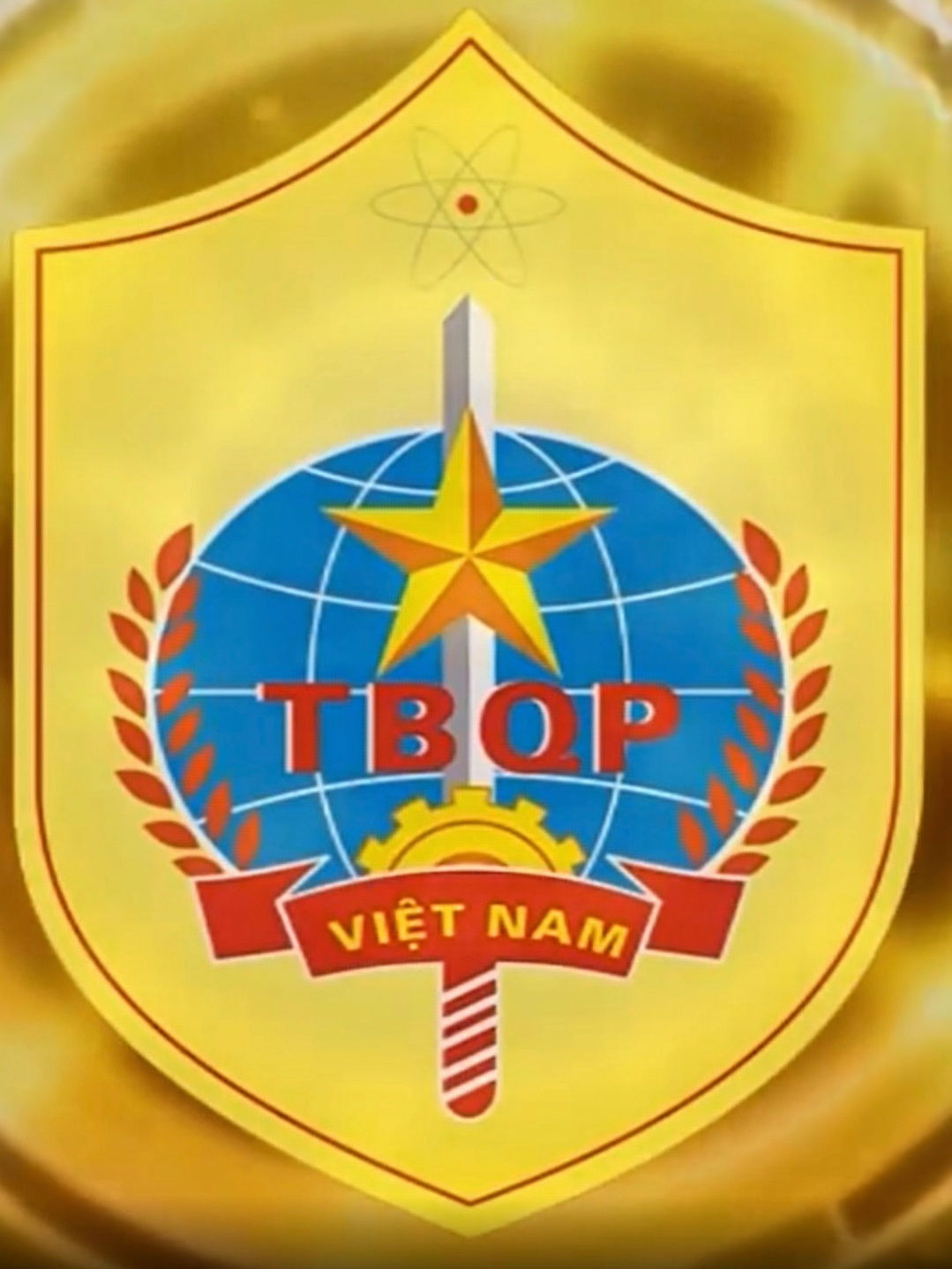
Biểu trưng của Tổng cục Tình báo
Biểu trưng của Cục Đối ngoại

### Các doanh nghiệp, công ty, đơn vị kinh tế của Quân đội và Bộ Quốc phòng

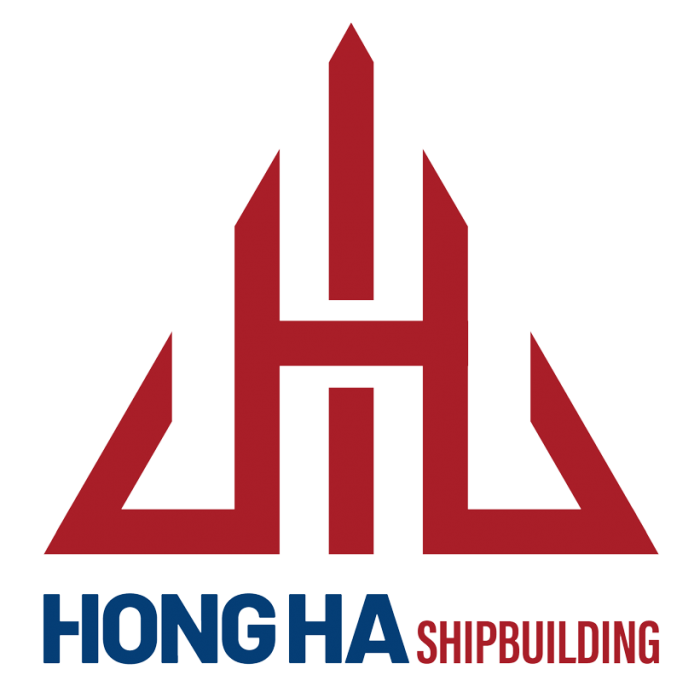
Logo của Nhà máy Z173 - Công ty Đóng tàu Hồng Hà
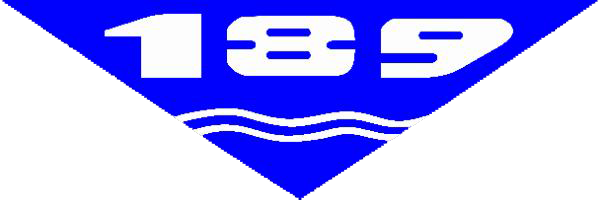
Logo của Nhà máy Z189
Logo của Tổng công ty Ba Son
Logo Báo Quân đội nhân dân
Logo Kênh Truyền hình Quốc phòng Việt Nam
Logo Tổng Công ty Xuất nhập khẩu tổng hợp Vạn Xuân
Logo Tổng Công ty Kinh tế Kỹ thuật Công nghiệp Quốc phòng.
Logo Tổng Công ty Xăng dầu Quân đội
Logo của Tập đoàn Công nghiệp – Viễn thông Quân đội Viettel và của Tổng công ty Viễn thông Viettel
Logo (với khẩu hiệu) của Tập đoàn Công nghiệp – Viễn thông Quân đội Viettel
Logo của Tổng Công ty Cổ phần Đầu tư quốc tế Viettel (Viettel Global)
Logo của Tổng Công ty Công nghiệp Công nghệ cao Viettel (Viettel High Tech)
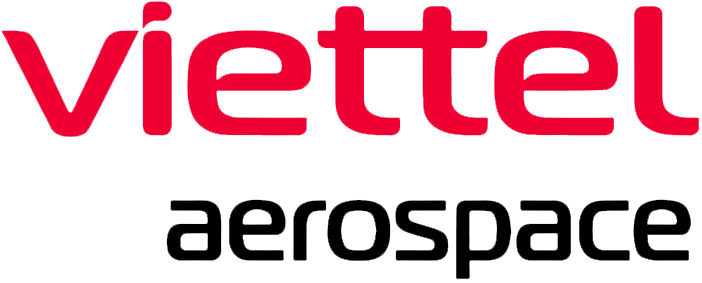
Logo của Viện Hàng không Vũ trụ Viettel (Viettel Aerospace Institute)
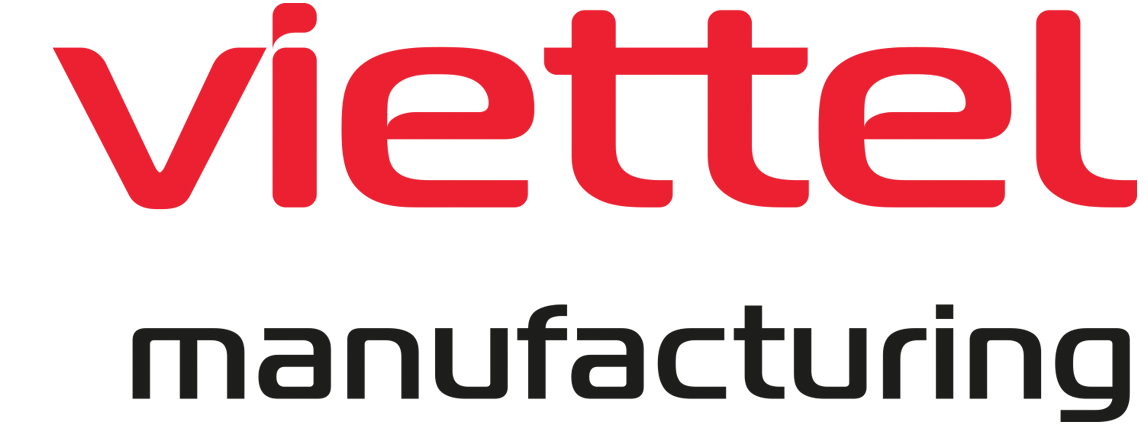
Logo của Tổng công ty Sản xuất thiết bị Viettel (Viettel Manufacturing Corp)
Logo của Tổng Công ty Cổ phần bưu chính Viettel (Viettel Post)

## Phù hiệu sơn trên các phương tiện quân sự
| STT | Hình ảnh | Mô tả | Sử dụng | Ảnh thực tế |
| --- | -------- | --- | --- | ----------- |
| 1   |          | Dấu tròn gồm nền cờ đỏ sao vàng, có viền màu vàng bọc xung quanh.                                         | Trên các phương tiện cơ giới, phương tiện hoạt động trên mặt đất của Lục quân và Hải quân, chủ yếu là các phương tiện chiến đấu bọc thép và các phương tiện có vũ trang như xe tăng. |             |
| 2   |          | Dấu tròn nền cờ đỏ sao vàng với cặp cánh màu đỏ ở 2 bên, có viền màu vàng bọc quanh dấu tròn và cặp cánh. | Trên các loại máy bay quân sự (trực thăng, tiêm kích, cường kích, vận tải) của lực lượng Không quân và Hải quân.                                                                     |             |